# Wiener Wäschermädeln
Wiener Wäschermädeln sind eine in der Österreichischen Küche bekannte warme Mehlspeise mit Marillen.

## Zubereitung

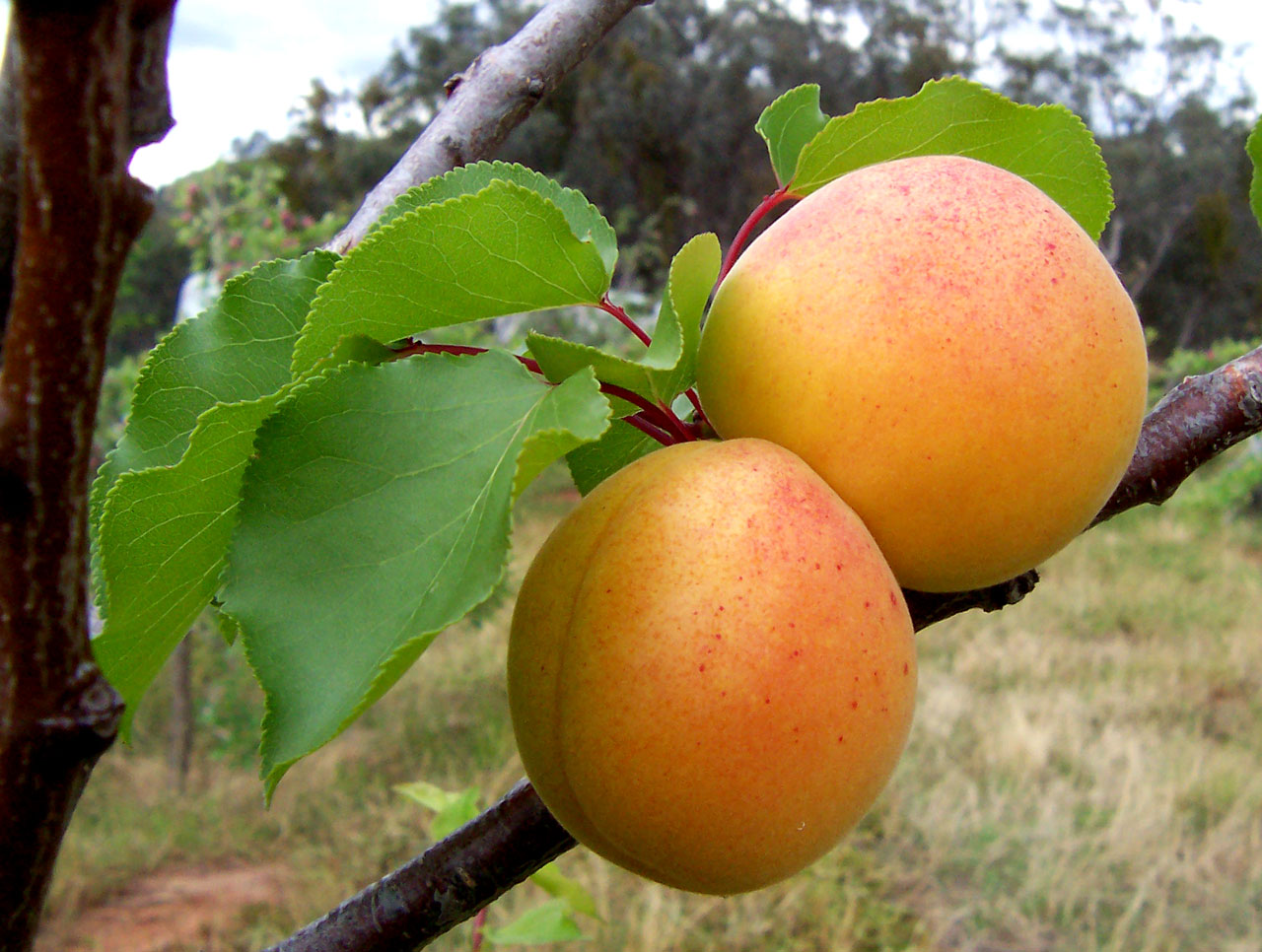
Für die Zubereitung von Wiener Wäschermädeln benötigt man reife Marillen (Aprikosen)

Die Marillen werden kurz blanchiert, die Steine ausgelöst und die entsteinten Früchte mit Staubzucker (Puderzucker) und Likör mariniert. Statt der Steine werden Marzipankugeln eingefüllt. Danach wird ein Backteig hergestellt.
Die gefüllten Früchte werden mit Hilfe einer Gabel durch den Backteig gezogen und die "Wäschermädeln" in heißem Fett goldbraun gebacken. Danach lässt man sie auf Küchenkrepp abtropfen und bestreut sie vor dem Servieren mit Staubzucker.

## Wissenswertes
Der Name „Wiener Wäschermädeln“ kommt von einem Berufsstand, der im Wien des 19. Jahrhunderts den Ruf hatte, fröhlich und lebenslustig zu sein. So wurden die „Wäschermädeln“ in Genre-Bildern, wie etwa von Josef Engelhart ebenso verewigt, wie in Filmen.